# Deinvillers
Deinvillers – miejscowość i gmina we Francji, w regionie Grand Est, w departamencie Wogezy.
Według danych na rok 1990 gminę zamieszkiwało 48 osób, a gęstość zaludnienia wynosiła 9 osób/km² (wśród 2335 gmin Lotaryngii Deinvillers plasuje się na 997. miejscu pod względem liczby ludności, natomiast pod względem powierzchni na miejscu 981.).